# Dim sum
El dim sum és un menjar xinès lleuger de la cuina cantonesa que se sol servir amb te. Es menja en algun moment entre el matí i les primeres hores de la vesprada. Conté combinacions de carns, vegetals, mariscs i fruites. Se sol servir en menudes canastres o plats, depenent del tipus de dim sum.

## Nom

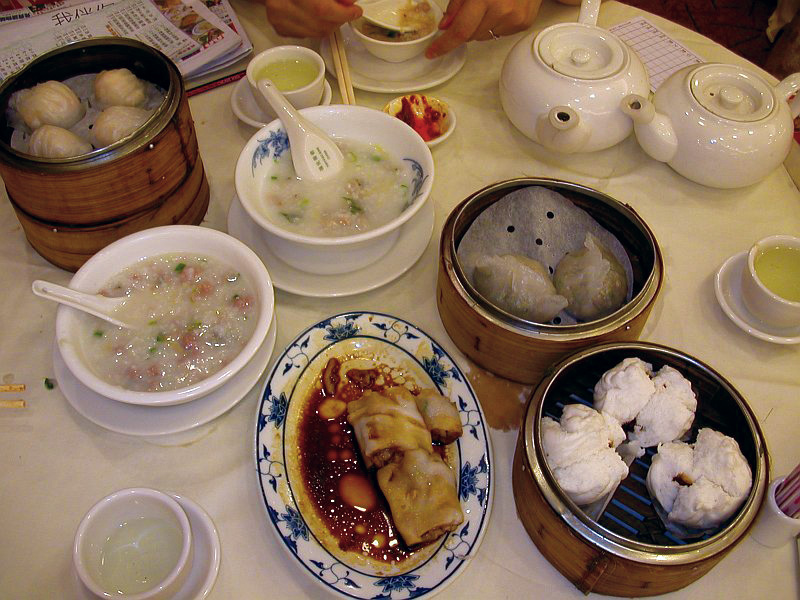
Esmorzar típic dimsum a Hong Kong.

Dim sum és un terme cantonès que pot traduir-se com "ordenar fins a satisfer el cor" o "tocar el cor" o "cor de llunes" o "mos". També pot ser que el terme es derive de yat dim sum yi, que significa "símbol petit". Encara que la paraula dim sum es refereix a la varietat cantonesa, la idea d'una gran varietat de plats menuts per a esmorzar també es fa servir en altres parts de la Xina. Existeixen termes equivalents en altres dialectes xinesos, com dian xin en mandarí i es refereixen a plats menuts de menjar usats com aperitius. A Austràlia es fa servir el terme dim sim per a una varietat específica d'aperitius.

## Servei

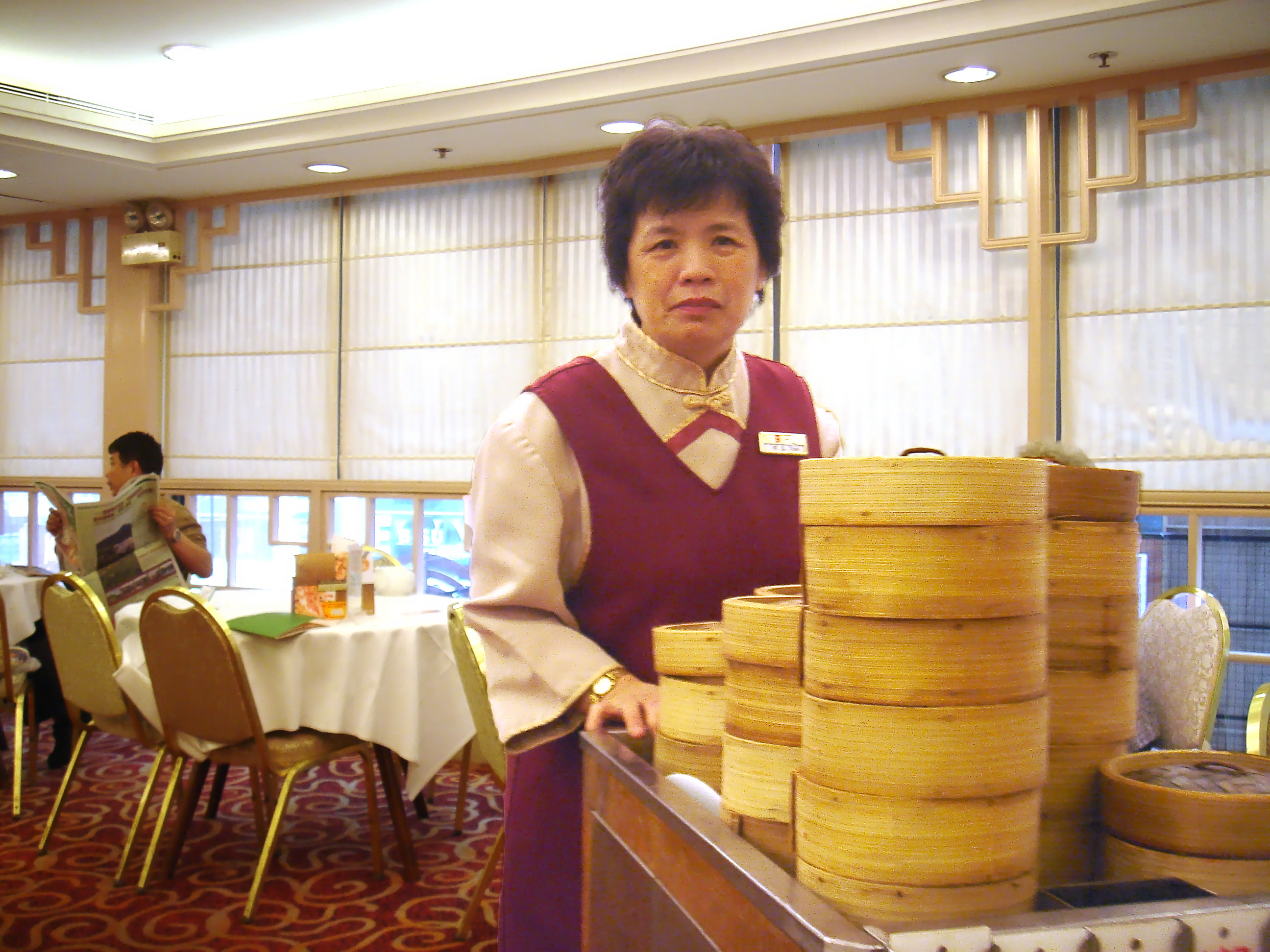
Servei de dim sum a un restaurant en Hong Kong.

El dim sum tradicional inclou una varietat de panellets al vapor, com el char siew bao, mossades petites de massa, i atropellats d'arròs, que contenen diferents ingredients, com carn bovina, pollastre, porc, gambetes i opcions vegetarianes. Molts restaurants de dim sum també ofereixen plats de vegetals al vapor, carns rostides i sopes. Sempre se serveix te juntament amb el dim sum.
El dim sum es pot cuinar fregit o al vapor, entre altres mètodes. Generalment se serveix en porcions menudes amb tres o quatre peces en cada plat. És usual demanar de manera familiar, compartint diferents plats entre tots els comensals. Com les porcions són menudes, tots poden provar una gran varietat de plats.
El dim sum es pot demanar d'un menú o també pot triar-se d'un carret que el servei maneja en el local. D'acord amb la tradició, el cost del menjar es basa en la quantitat i grandària dels plats que queden en la taula del client. Alguns restaurants de dim sum més moderns registren els plats en una boleta en la taula. Açò és més prolix i també evita la possibilitat que els clients estafen al local amagant o robant plats.